# مشكلة الجسمين في النسبية العامة
مشكلة الجسمين (أو مشكلة كبلر) في النسبية العامة هي تحديد الحركة والحقل الجاذبي لجسمين كما هو موضح في المعادلات الحقلية للنسبية العامة. حل مشكلة كبلر أمر ضروري لحساب انحناء  الضوء عن طريق الجاذبية وحركة كوكب يدور حول شمسه. وتستخدم الحلول أيضا لوصف حركة النجوم الثنائية حول بعضها البعض، وتقدير فقدانها التدريجي للطاقة من خلال الموجة الثقالية. ومن المعتاد افتراض أن كلا الجسمين نقطيين، بحيث يمكن إهمال قوى المد والجزر وتفاصيل تركيبها المادي.
وتصف النسبية العامة مجال الجاذبية بواسطة الزمكان المنحني؛ ومعادلات اينشتاين للمجال التي تحكم هذا الانحناء هي غير خطية، وبالتالي صعبة الحل في شكل مغلق. لم يتم العثور على حلول دقيقة لمشكلة كبلر، ولكن هناك حل تقريبي يسمى بحل شوارزشيلد. هذا الحل يظهر عندما تكون الكتلة M لجسم واحد أكبر بكثير من الكتلة m للجسم الآخر. وإذا كان الأمر كذلك، فإن الكتلة الأكبر يمكن أن تؤخذ على أنها ثابتة والمساهم الوحيد في مجال الجاذبية. هذا تقريب جيد لفوتون يمر  امام نجم ومن اجل كوكب يدور حول شمسه. ويمكن بعد ذلك تحديد حركة الجسم الأخف وزنا (تسمى «الجسيمات» في أدناه) من حل شوارزشيلد. فإن الحركة هي جيوديسية («أقصر طريق بين نقطتين») في الزمكان المنحني. وتمثل هذه الحلول الجيوديسية الطفرة الشاذة لكوكب عطارد، والذي يعتبر دليلا أساسيا يدعم نظرية النسبية العامة. كما أنها تصف انحناء الضوء في مجال الجاذبية، وهو تنبؤ اخر يستخدم كدليل شهير  لنظرية النسبية العامة.